# Saccopharynx lavenbergi
Saccopharynx lavenbergi är en fiskart som beskrevs av Nielsen och Bertelsen, 1985. Saccopharynx lavenbergi ingår i släktet Saccopharynx och familjen Saccopharyngidae. Inga underarter finns listade i Catalogue of Life.